# Cruz da Nova Zelândia (1869)
A Cruz da Nova Zelândia (CNZ) foi criada a 10 de Março de 1869 durante as guerras internas na Nova Zelândia (1845-1872), que opunham os Maori e os colonizadores europeus, apoiados por tropas britânicas.
Vários actos de bravura, coragem e devoção foram registados entre a milícia local, polícia e voluntários. No entanto, apenas as tropas do Império Britânico eram elegíveis para o reconhecimento mais alto: a Cruz Vitória (CV).
Ao reconhecer esta discriminação, Sir George Bowen, governador da Nova Zelândia, anunciou a criação de uma nova medalha equivalente à CV. Bowen foi criticado em Inglaterra e acusado de usurpação. No entanto, a nova medalha, criada em 1869, acabou por ser reconhecida oficialmente pela rainha Vitória, e prolongar-se-ia até 1881.
Apenas foram atribuídas 23 CNZ, o que faz com que seja uma das medalhas por bravura mais raras do mundo, e pouco aparecendo à venda. A cruz foi atribuida retroactivamente a algumas acções que tiveram lugar antes da sua criação.

## Descrição da cruz
A CNZ tem a forma de uma Cruz Pátea em prata, com uma estrela em ouro em cada braço. Tem a inscrição "New Zeland" em ouro, rodeada por uma coroa de louros no centro. No topo tem uma coroa em ouro.
A fita, de cor carmesim, passa por uma barra em prata com peuqenas folhas de louro em ouro.